# Celtis harperi
Celtis harperi là một loài thực vật có hoa trong họ Cannabaceae. Loài này được Horne ex Baker mô tả khoa học đầu tiên năm 1883.